# Biologiczne nazewnictwo zwyczajowe

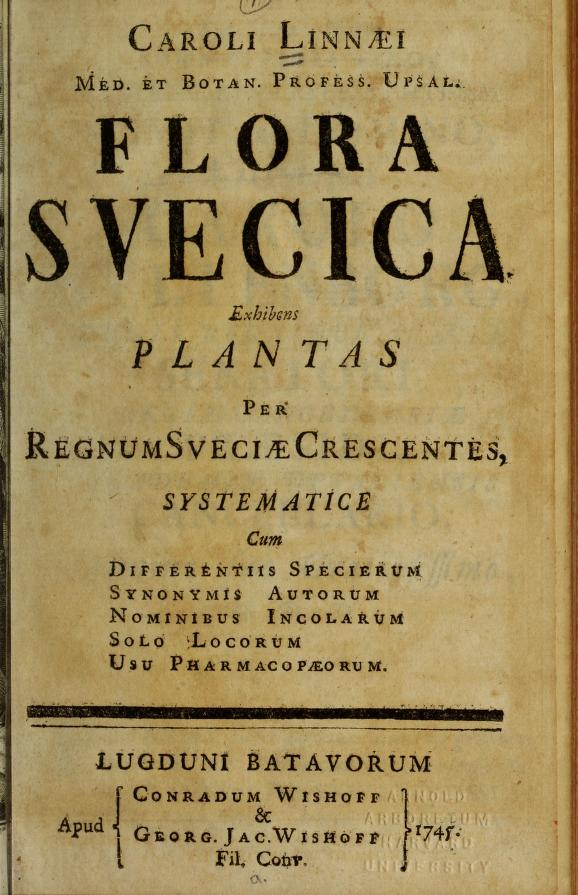
Strona tytułowa „Flora Svecica” (1745) – katalogu Linneusza, w którym po raz pierwszy użyte zostały szwedzkie dwumianowe nazwy wernakularne roślin.

Biologiczne nazewnictwo zwyczajowe – utrwalone regionalnie lub środowiskowo, powszechnie stosowane, niefachowe nazewnictwo organizmów lub ich grup (taksonów). Nazwy zwyczajowe, określane także jako nazwy wernakularne (łac. vernaculus – ojczysty, rodzimy), nazwy krajowe, nazwy rodzime lub nazwy popularne, mogą być odmienne w różnych językach, grupach etnicznych i krajach, a nawet regionach tego samego kraju. W odróżnieniu od nazw naukowych i oficjalnych (np. międzynarodowych, łacińskich lub zlatynizowanych) tworzenie nazw wernakularnych nie jest regulowane kodeksami nomenklatorycznymi, choć może być regulowane kodeksami o zasięgu lokalnym. Nazwy zwyczajowe są dzielone na współczesne i historyczne, przy czym w przypadku nazw w języku polskim za cezurę dla nazw współczesnych przyjmuje się obecność nazwy w pierwszym wydaniu „Słownika języka polskiego” (1969) lub źródłach późniejszych. Ze względu na pochodzenie nazw wyróżnia się terminologię naukową stosowaną przez przyrodników, nazwy potoczne i literackie stosowane przez warstwy wykształcone oraz nazwy gwarowe używane przez ludność wiejską. Zwyczajowe nazwy podstawowych taksonów w procesie akwizycji języka są jednymi z pierwszych słów pojawiających się w słowniku małych dzieci.
Niejednoznaczność nazw zwyczajowych, ich mnogość i zróżnicowanie, w tym nawet regionalne w obrębie tego samego języka, brak powiązania z klasyfikacją biologiczną i w końcu brak nazw zwyczajowych dla wielu taksonów (zwłaszcza niepozornych, nie mających znaczenia użytkowego i obcych dla danego kręgu językowego) były powodem wprowadzenia i sukcesu binominalnego nazewnictwa gatunków i zasad nomenklatury botanicznej i zoologicznej.

## Rys historyczny kodyfikacji biologicznych nazw zwyczajowych
Mimo różnic między językami zasady nazywania taksonów w taksonomiach ludowych funkcjonujących w różnych kulturach są podobne. Podstawowa kategoria taksonomiczna w nich rozpoznawana i nazywana zwykle odpowiada rodzajowi w taksonomii naukowej. Jej nazwa zwykle składa się z jednego lub dwóch wyrazów. W takim nazewnictwie nawet gdy dany człon powtarza się w nazwach różnych taksonów, może on raczej wskazywać na pokrewieństwo, a nie hierarchiczny układ. Przykładowo, u Teofrasta Kalamos Euosomos (tatarak) był taksonem równoważnym taksonowi Kalamos (lasecznica, trzcina), a nie jego taksonem podrzędnym.
Próbę usystematyzowania nazw organizmów podjął Arystoteles. W swoich „Zoologii” i „O częściach zwierząt” ujął wiele nazw zwierząt. Wprowadził pojęcia rodzaju i gatunku. Opisy roślin, zwłaszcza ziół, umieszczano w starożytnych tekstach w różnych kulturach. Klasyczny starogrecki zbiór zawierający opis około 500 roślin znajduje się w dziele „Περὶ φυτῶν ἱστορία” („Historia plantarum”) Teofrasta z około 300 roku p.n.e. Jednym ze starożytnych dzieł zawierającym opisy ponad 600 roślin jest „Περὶ ὕλης ἰατρικῆς”, traktat farmaceutyczny Dioskurydesa znany pod łacińskim tytułem „De materia medica”. Rośliny lecznicze zostały w nim opisane w porządku alfabetycznym wraz z synonimami. Traktat ten był następnie kopiowany i tłumaczony, jak również uzupełniany, wchodząc do kanonu wiedzy bizantyjskiej, arabskiej i średniowiecznej, a w 1499 został wydrukowany.
Kodeksy zawierające krajowe nazwy biologiczne pojawiały się już w średniowieczu. W większości były to herbarze odnotowujące – często pod lokalnymi oznaczeniami – botaniczne nazwy. Powstające dzieła w zdecydowanej większości dotyczyły wyłącznie ziół, które były traktowane jako spisy dla medyków. W 1416 roku Christiannus de Prahatitz (Křišťan z Prachatic), medyk, teolog, matematyk, były rektor Uniwersytetu Karola w Pradze napisał łaciński „Codex: Ex herbario Mgri Christianni de Prahatits per manus Mathie de Zlyn scriptus in Kunitz 1416”. Rękopis zawierał czeskie nazwy 156 roślin. Na początku XV wieku powstał kodeks „Mandinus. De herbis” nieznanego autora. Przy opisach i nazwach łacińskich rękopis ma oznaczenia nazw polskich roślin, a na marginaliach – naniesione różnymi charakterami pisma – dodatkowe noty, także zawierające polskie nazwy zwyczajowe roślin oraz liczne synonimy. „Anthibolomennum Benedicti Parthi”, rękopis na pergaminie z 1472 obejmuje łacińskie, niemieckie i polskie nazwy zwierząt i roślin. Autorem tego traktatu farmaceutyczno-medycznego jest Jan Stanko. Umieścił on w nim 433 nazwy roślin polskich i 90 zagranicznych oraz 219 nazw zwierząt. W 1532 (oraz w 1537) Szymon z Łowicza wydał herbarium z działem rozpoczynającym się od słów: „Nomenclatura variarum herbarum cum synonimis earundem...” i zawierający zwyczajowe polskie nazwy roślin. W 1534 powstał zielnik „O ziołach i o mocy ich” (Hortus sanitatis) Stefana Falimirza. W 1542 wydano „O Ziolach tutecznych y zamorskich y o mocy ich, a kthemu kxięgi lekarskie wedle regestru niżey nowo wypisanego wssem wielmi vzyteczne” Hieronima Spiczyńskiego zawierający słownik polsko-łaciński nazw roślin, a w podobnym czasie Marcin z Urzędowa tworzył wydany kilkadziesiąt lat później „Herbarz Polski to jest o przyrodzeniu ziół i drzew rozmaitych i inszych rzeczy do lekarstw należących księgi dwoje”. Następnie powstawały kolejne tego typu dzieła, niektóre bazujące na wydanych poprzednio.
W 1508 franciszkanin Jan Bosak z Vodňan napisał (a w 1511 wydał drukiem w Pilźnie) „Wokabularž Lactifer od Otce brata Jana Bosaka z Wodnian, tistieno w nowem Pilsni skrze Mikulasse Bakalarie, a to lete od porodu paneńskeho pietisteho gedanaczteho. Skrzedu po swatym Wawržinczem dokonawano”. Była to pierwsza wydana w języku czeskim publikacja poświęcona roślinom. Zawierała ponad 500 botanicznych lokalnych nazw zwyczajowych.
W 1745 Karol Linneusz opublikował „Flora Svecica”, katalog zawierający także szwedzkie dwumianowe nazwy wernakularne roślin. Dwumianowy system wernakularny poprzedzał więc jego dwumianowy system nazewnictwa naukowego, który po raz pierwszy został wprowadzony w X edycji „Systema Naturae” (1758). Za pierwszą, nie do końca konsekwentnie zrealizowaną, próbę przeniesienia do języka polskiego zasad Linneusza uznaje się prace Krzysztofa Kluka. Wprowadził on neologizmy, często jako tłumaczenie nazw łacińskich. W jego systemie nazewnictwo dwuczłonowe dotyczyło w niektórych przypadkach nie tylko gatunków, ale też taksonów wyższego rzędu (np. robaki miękkie, ryby piersiopłetwiste). Pierwszą pracę w języku polskim wprost podejmującą temat uporządkowania nazewnictwa zwyczajowego napisał Stanisław Bonifacy Jundziłł w 1805 – „O potrzebie układowej nomenklatury w przedmiocie historyi naturalnej”. W pracy tej zwracał uwagę na zmienność i brak precyzji nazw ludowych i konieczność ich kodyfikacji poprzez wprowadzenie dwuwyrazowych nazw odpowiadających naukowej taksonomii binominalnej. W podobnym tonie wypowiadał się Antoni Waga w połowie XIX wieku, nazywając mnożenie nazw dla tej samej rzeczy naukowym przestępstwem.

## Polskie nazewnictwo zwyczajowe

### Zwierzęta

#### Ssaki
Polskie nazwy ssaków w publikacjach naukowych zaczęły się upowszechniać w XIX wieku:
- Stanisław Bonifacy Jundziłł – „Zoologia krótko zebrana. Część pierwsza. Zwierzęta ssące” (1829)[21],
- Aleksander Zawadzki – „Fauna der galizisch-bukowinischen Wirbeltiere” (1840)[22],
- Gustaw Belke – „Mastologia, czyli historya naturalna źwierząt ssących” (1847)[23],
- Szymon Pisulewski – „Zoologia krótko zebrana, czyli Opisanie najważniejszych z działu zwierząt stworzeń, tak pod względem korzyści, jako i szkód które zrządzają” (1852)[24],
- Erazm Majewski – „Słownik nazwisk zoologicznych i botanicznych polskich, zawierający ludowe oraz naukowe nazwy i synonimy polskie, używane dla zwierząt i roślin od XV-go wieku do chwili obecnej, źródłowo zebrane i zestawione z synonimami naukowemi łacińskiemi w podwójnym porządku alfabetycznym i pomnożone porównawczym materyałem, zaczerpniętym z innych języków słowiańskich” (1894)[14].

W 1910 powstała obszerna publikacja „Klucz do oznaczania zwierząt kręgowych ziem polskich” pod redakcją ówczesnego rektora Uniwersytetu Jagiellońskiego, lekarza, zoologa, anatoma i profesora anatomii porównawczej, Henryka Ferdynanda Hoyera.
Opublikowany w 1945 układ systematyczny ssaków pod redakcją profesora zoologii na Uniwersytecie Columbia Geore’a Simpsona zawierał odniesienie do stosowanych anglojęzycznych nazw wernakularnych. W latach późniejszych stał się podstawą ustalania układu jednostek taksonomicznych przez Polskie Towarzystwo Zoologiczne.
W miarę rozwoju idei prowadzenia ogrodów zoologicznych tworzono polskojęzyczne nazwy zwierząt egzotycznych, które się w nich pojawiały.
Nazwy te zostały zebrane dopiero w wydanej w 1968 publikacji Komisji Nazewnictwa Zwierząt Kręgowych Polskiego Towarzystwa Zoologicznego pod redakcją prof. Zygmunta Kraczkiewicza „Polskie nazewnictwo zoologiczne” 1968. Wiele nazw wernakularnych ssaków zebrał w „Małym słowniku zoologicznym: Ssaki” (1973) prof. Kazimierz Kowalski.

##### „Polskie nazewnictwo ssaków świata” (2015)
W wydanej w 2015 roku przez Muzeum i Instytut Zoologii Polskiej Akademii Nauk publikacji „Polskie nazewnictwo ssaków świata” autorzy zaproponowali wprowadzenie polskiej wersji binominalnego nazewnictwa wernakularnego ssaków i przypisali dla rodzajów nazwy rodzajowe (rzeczowniki) i konsekwentne dopasowanie epitetów gatunkowych (głównie przymiotniki).
Autorzy zwrócili uwagę, że brak polskich nazw wernakularnych dla większości znanych gatunków ssaków powoduje liczne błędy w tłumaczeniach obcojęzycznych publikacji, w których zawodowi tłumacze nieobeznani ze specyfiką systematyki biologicznej, przypisują błędnie nazwę do innego zwierzęcia, a w wielu przypadkach dochodzi do prób tłumaczenia wprost z języka obcego (najczęściej angielskiego) obcej nazwy wernakularnej na język polski. Autorzy przyznali, że są świadomi, iż u części czytelników niektóre rozwiązania wzbudzą kontrowersje, ale podkreślili, że porządki w nazewnictwie są niezbędne. Autorzy unikali stosowania homonimów, nazw występujących w innych działach zoologii i przyjęli zasadę, że polskie nazewnictwo wernakularne musi nadążać za zmianami zachodzącymi w systematyce zwierząt.

#### Ryby
Autorem pierwszego dzieła napisanego w języku polskim, w którym pojawiły się zwyczajowe nazwy ryb jest Olbrycht Strumieński. W wydanej w 1573 roku książce O sprawie, sypaniu, wymierzaniu i rybieniu stawów [...] wymienił nazwy kilkunastu gatunków ryb powszechnie wówczas hodowanych w stawach. Podobna tematyka pojawiła się w przetłumaczonej na język polski pracy Jana Dubraviusa O Rybnikach y rybach, które sie w nich chowają, o przyrodzeniach. Pierwsze tłumaczenie pojawiło się w Polsce prawdopodobnie około 1600 roku.
Gabriel Rzączyński pisał po łacinie, ale w Historia naturalis [...] i w Auctuarium [...] podał w tekście liczne polskie nazwy zwyczajowe ryb. W 1780 roku wydany został 3. tom (O gadzie i rybach) Zwierząt domowych i dzikich, osobliwie krajowych, historyi naturalnej początki [...] Krzysztofa Kluka, a w 1807 Zoologia krótko zebrana Bonifacego Jundziłła, w których obydwaj autorzy przedstawili polskie nazwy wielu gatunków i rodzajów ryb. Większość z tych nazw nie przyjęła się w późniejszej literaturze. Feliks Paweł Jarocki w pracy Zoologia, czyli źwierzętopismo ogólne (1822) dokonał systematycznego przeglądu ryb świata z podziałem na rodzaje i gatunki. Każdemu rodzajowi i niektórym gatunkom nadał polską nazwę.
Rozwój polskiej ichtiologii i akwarystyki w XIX i XX wieku zaowocował wydaniem wielu publikacji, których autorzy często proponowali nowe nazwy zwyczajowe ryb. Byli to m.in.: Norbert Alfons Kumelski, Stanisław Batys Górski, Antoni Wałecki i Maksymilian Nowicki. Uporządkowania nazewnictwa ryb spotykanego w piśmiennictwie polskim podjęli się Eugeniusz Grabda i Tomasz Heese w pracy pt. Polskie nazewnictwo popularne krągłouste i ryby – Cyclostomata et Pisces, wydanej w 1991. Autorzy uwzględnili w tej pracy nazwy zwyczajowe zebrane przez Wałeckiego (1864) oraz w pozycjach literatury wydanych w latach 1908–1987.

#### Ptaki
Własne nazwy dla ptaków odnotowano już w języku staropruskim (do XIII wieku). Dla ówczesnych Prusów ptaki stanowiły nie tylko zwierzynę łowną, ale i obiekt kultu, element obrzędów. Wśród nazewnictwa dominują określenia na zwierzynę łowną. Liczne polskie nazwy zwyczajowe odnaleźć można w Myślistwie ptaszym Mateusza Cygańskiego, pierwszym polskojęzycznym dziele o ptakach. Po raz pierwszy wydane w 1584 roku okazało się w nowatorski sposób podchodzić do nazewnictwa m.in. rozdzielając gatunki orłów, jako że według Antoniego Wagi niepodobna też było w owym wieku rozszczególnić gatunki. Przedruk Myślistwa ptaszego z 1842 zawierał komentarz Antoniego Wagi, który informował między innymi o aktualnej pozycji systematycznej różnych gatunków w odniesieniu do prac Linneusza czy Temmincka oraz o ówczesnych odpowiednikach nazw z czasów Cygańskiego (jak serokos → srokos, a dzisiejszy srokosz).
Kolejnymi w historii polskojęzycznymi pozycjami zawierającymi nazwy ptaków były spisy ptaków ks. Gabriela Rzączyńskiego zawarte w jego Historia naturalis curiosa Regni Poloniae (1721) i Auctuarium historiae naturalis curiosae Regni Poloniae (1736). W 1759 ukazało się dzieło Jacoba Theodora Kleina Stemmata avium, którego część poświęca nazewnictwu, także i polskojęzycznemu. Przedstawił również nazwy łacińskie, angielskie, niemieckie i francuskie. Część nazw ma identyczny lub zbliżony zapis i brzmienie, co współczesne nazwy, na przykład czayka, grzywacz, pliszka czy ziemorodek rzeczny, część jest nieużywana (na przykład figuiadka). W wielu miejscach Klein powtórzył nazwy Rzączyńskiego. Zdawał się słabo znać język polski.
Podobnie jak w innych językach słowiańskich, w języku polskim nazwy ptaków pod względem liczebności przewyższają nazewnictwo ssaków czy bezkręgowców. W 1940 Wasilewski podjął się zebrania nazewnictwa ptaków krajowych. Do każdej z nazw przedstawił etymologię, brakowało mu jednak przygotowania fachowego. Zestawienie Polskie nazwy ptaków krajowych Strutyńskiego (1972) objęło nazwy pojawiające się od XIX do 1958 roku (data publikacji Ptaków ziem polski Sokołowskiego). W 1999 Mielczarek i Cichocki opublikowali na łamach „Notatek Ornitologicznych” Polskie nazewnictwo ptaków świata. Ta praca wraz z dziełem Strutyńskiego pozostawały jeszcze przez pierwszą dekadę XXI wieku kluczowymi w zakresie polskiego nazewnictwa ptaków. Od 2009 aktualizowana jest Kompletna lista ptaków świata tworzona przez Pawła Mielczarka i Marka Kuziemkę. Polska Federacja Ornitologiczna niekiedy posługuje się odrębnymi, nieuznawanymi w pracy Mielczarka i Kuziemki nazwami, m.in. nazwą lora wielka dla barwnicy i barnard zielony dla rozelli czerwonoczelnej.

#### Ptasznikowate
W 2025 r. polskie binominalne nazwy zwyczajowe zostały zaproponowane dla wszystkich gatunków ptaszników (Theraphosidae).

### Grzyby
Tradycyjne, ludowe nazwy grzybów były tworzone spontanicznie na podstawie obserwacji owocników oraz ich otoczenia. Przyjęte regionalnie określenia były, w regionach wiejskich, przekazywane z pokolenia na pokolenie. Według językoznawcy, prof. Barbary Bartnickiej-Dąbkowskiej (1964) polskie nazwy ludowe nadawane były głównie tym gatunkom grzybów, które były uznawane za jadalne i miały wyraźne odróżniające cechy morfologiczne lub smakowe. Grzybom z gatunków niejadalnych lub trujących nazwy nadawano tylko tym, które wykazywały przydatność użytkową dla człowieka – np. purchawki (w lecznictwie), czy muchomory (w gospodarstwach domowych). Inne, oceniane jako nieprzydatne, nazywane były zbiorczym określeniem „psie grzyby”. Literatura przeznaczona dla polskich mykologów i grzybiarzy jest obfita, jednak tematyka polskojęzycznego zwyczajowego nazewnictwa grzybów jest ubogo opracowana.
Najszerszą obecnie publikacją polskich nazw grzybów z grupy podstawczaków jest opracowana przez Władysława Wojewodę w 2003 roku Krytyczna lista wielkoowocnikowych grzybów podstawkowych Polski. Zawiera ponad 5 tysięcy nazw polskich, 6 tysięcy naukowych i obejmuje około 400 rodzajów i około 2650 gatunków grzybów podstawkowych. Są w niej zebrane nazwy stosowane w publikacjach naukowych, podani autorzy nazw i rok wprowadzenia nazwy. W. Wojewoda dokonał uporządkowania nazewnictwa grzybów, w licznych przypadkach zaproponował nowe polskie nazwy grzybów, zastępując nimi dawniej używane nazwy nietrafne, nieuzasadnione, bezsensowne, czy wręcz mylące i błędne. Zmiany w taksonomii powodują, że coraz więcej podanych w tym opracowaniu polskich nazw staje się niespójnych z nazwą naukową. Nadal jednak praca ta jest podstawowym opracowaniem w zakresie nazewnictwa podstawczaków.
Atlasy czy poradniki wydawane z myślą o grzybiarzach opisują od kilkudziesięciu do kilkuset gatunków grzybów, największe z nich nawet około 800, są to jednak opracowania popularne. Pozytywnym wyjątkiem jest mająca naukowy charakter publikacja „Grzyby i ich oznaczanie” (Warszawa, 1985) Barbary Gumińskiej i Władysława Wojewody, w której autorzy (po kilku uzupełnieniach) opisali około 800 gatunków grzybów i wskazali ich nazwy wernakularne.
Wszystkie nazwy zwyczajowe znanych do 2003 r. gatunków porostów i grzybów naporostowych podaje publikacja Wiesława Fałtynowicza The Lichenes, Lichenicolous and allied Fungi of Poland. Krytyczna lista porostów i grzybów naporostowych Polski.
Liczne nazwy zwyczajowe workowców podaje publikacja M.A. Chmiel Krytyczna lista wielkoowocnikowych grzybów workowych Polski z 2006 r. W taksonomii tej grupy grzybów oraz grzybów niższych, zwłaszcza grzybów mikroskopijnych, pod koniec XX i w XXI wieku nastąpiły ogromne zmiany i jest to dynamicznie trwający proces. Dawniej utworzone nazwy zwyczajowe stały się w ogromnej części niespójne z nazwą naukową i wręcz mylące. W związku z tym odchodzi się od używania ich, praktyką, zwłaszcza w fitopatologii stało się używanie wyłącznie nazw naukowych.
Dynamiczne zmiany w taksonomii grzybów powodują, że znane dotąd zwyczajowe nazwy grzybów nie przystają do ich pozycji taksonomicznej. Ich dostosowywaniem, tj. zmienianiem w taki sposób by zachować odrębne i swoiste nazwy w obrębie poszczególnych rodzajów, zajmuje się powstała w 2012 roku Komisja ds. Polskiego Nazewnictwa Grzybów przy Polskim Towarzystwie Mykologicznym. Jej działanie podlega regulaminowi, a ustalane nazwy publikowane są w formie rekomendacji.

### Rośliny

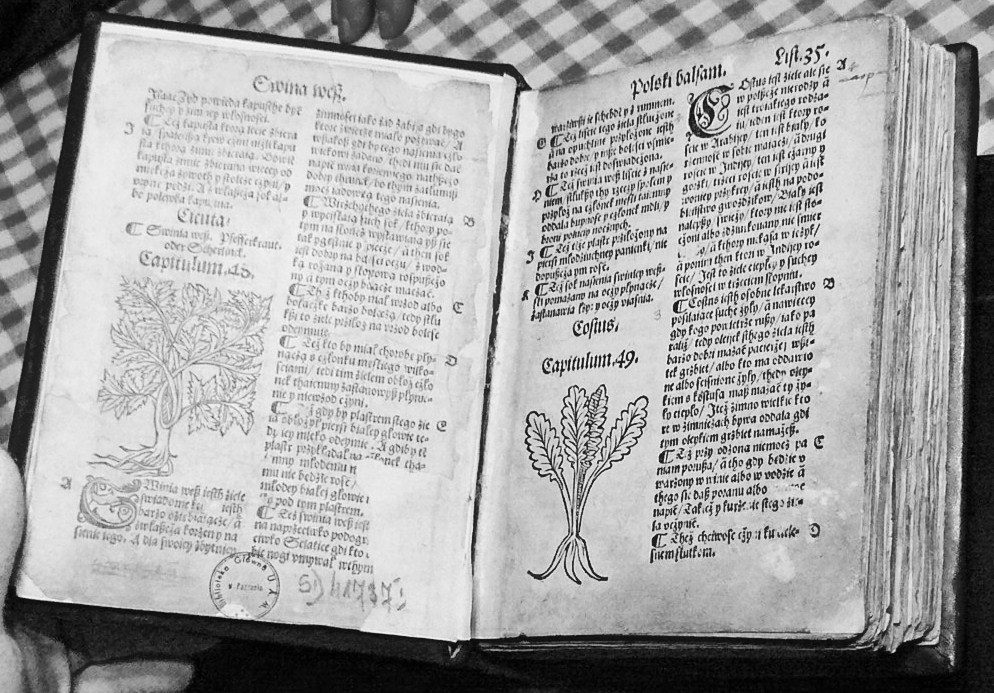
O ziołach i mocy ich... Stefana Falimirza – jeden z pierwszych tekstów zawierających słownik polskich nazw roślin

Polskie nazwy ludowe roślin notowane są w różnych dokumentach od XIII wieku. Pierwszą publikacją polskojęzyczną stosującą naukowe nazewnictwo binominalne była praca Krzysztofa Kluka „Dykcjonarz roślinny, w którym podług układu Linneusza są opisane rośliny nie tylko krajowe, dzikie, pożyteczne albo szkodliwe” (1786–1788). Autor powiązał nazwy zwyczajowe z naukowymi, tworząc analogiczny do binominalnego nazewnictwa łacińskiego system nazw polskich opierając się przy ich tworzeniu na „Zielniku” Syreniusza (1613), dodając nazwy pospolicie używane lub tłumacząc nazwy z innych języków lub nazw naukowych. W późniejszych publikacjach do przełomu XIX i XX w. wprowadzano polskie nazwy dość dowolnie, a do wyjątków należała „Botanika stosowana” Stanisława Bonifacego Jundziłła, który poprzestał na podaniu nazw naukowych dla roślin obcych. Jundziłł wśród różnych zmian w nazewnictwie zwyczajowym (w znacznej części nieprzyjętych) zdecydował się zastąpić wszelkie wcześniej będące w użyciu dwuwyrazowe nazwy rodzajowe (u Kluka było ich 72) na nazwy jednowyrazowe (np. „lisi ogon” zmieniając na wyczyńca, a „ostre ziele” na lepczycę). Część nazw zmienił preferując rodzaj męski i liczbę pojedynczą w nazwach rodzajowych wbrew spopularyzowanym wówczas nazwom ludowym (tak powstały nazwy m.in. wrotycz oraz pałka zamiast „pałki”). Jego bratanek – Józef Jundziłł – w 1830 we florze Litwy, Wołynia i Podola konsekwentnie wprowadzał nazwy przymiotnikowe zamiast rzeczowników w miejsce nazw gatunkowych, co później zostało przyjęte za standard i rzeczownikowe nazwy gatunkowe stały się systematycznie eliminowanymi wyjątkami (np. bez lilak stał się lilakiem pospolitym, a topola białodrzew – topolą białą).
W odniesieniu do nazw rodzin w połowie XIX wieku ujednolicone ich mianownictwo z końcówką -ate wprowadzać zaczął Jakub Ignacy Waga, podczas gdy inni autorzy wcześniejsi i ówcześni pisali albo kończąc nazwy na -owe lub dowolnie – na podobieństwo rodów ludzkich tj. np. „rdesty, portulaki, bażanowce”.
Generalnie w XIX wieku panowała dowolność w zakresie używania i tworzenia nazw polskich, różnie te same gatunki i rodzaje określali ogrodnicy i botanicy, autorzy nie zwracali uwagi na dorobek poprzedników tworząc lub zmieniając podawane nazwy. Gdy jedni wymyślali oryginalne nazwy polskie, inni spolszczali nazwy naukowe. Zestawienia wszelkich opublikowanych nazw podjął się Erazm Majewski („Słownik nazwisk zoologicznych i botanicznych polskich”, 1894), ale praca ta została skrytykowana przez współczesnych mu botaników. Pierwszą uznaną próbą usystematyzowania i uporządkowania mianownictwa zwyczajowego roślin (jego kodyfikacji) była praca Józefa Rostafińskiego – „Słownik polskich imion rodzajów oraz wyższych skupień roślin” z 1900. Autor podkreślił samowolę w tworzeniu nazw poprzedników, w tym „bałamuctwami” nazywając wydaną niewiele wcześniej pracę Majewskiego.
Na „Słowniku...” Rostafińskiego oparli się przy podawaniu nazw rodzajowych autorzy kluczowego dla piśmiennictwa polskiego w XX wieku dzieła pt. „Rośliny polskie” z 1924, wydanego po zmianach po raz drugi w 1953 i później wielokrotnie jeszcze wznawianego. Nazwy gatunkowe w wydaniu pierwszym z 1924 były w wielu wypadkach tworzone przez autorów. W wydaniu z 1953 wprowadzono nieliczne zmiany wynikające z wyróżnienia większej liczby rodzajów. Zmieniono też nazwy użyte w pierwszym wydaniu, które mogły być mylące (zrezygnowano np. z nazwy „zanokciczka” dla rodzaju Pterocallis ze względu na jej podobieństwo do nazwy rodzajowej zanokcica). W kolejnych wznowieniach tej publikacji zmian nie wprowadzano.
O ile dla roślin z polskiej flory nazewnictwo stosowane przez większą część XX wieku ustaliły „Rośliny polskie”, o tyle problem pozostawał z nazwami roślin obcego pochodzenia. W 1962 powołana została Komisja Nazewnictwa Roślin Uprawnych, której przewodniczyła prof. Ludmiła Karpowiczowa. Przy ustalaniu nazw polskich posiłkowano się w niej „Słownikiem...” Rostafińskiego, ważniejszymi publikacjami uznanych autorów i zespołów autorskich w zakresie ogrodnictwa i kwiaciarstwa oraz słownikami botanicznymi w różnych językach. Przyjęte zostały dodatkowo następujące zasady tworzenia nazw polskich:
- spolszczano nazwy naukowe pochodzące od nazwisk (np. bauhinia, begonia, kamelia);
- spolszczano łacińskie nazwy rodzajowe używane i znane w języku polskim.

Wynikiem prac komisji było wydanie w 1973 „Słownika nazw roślin obcego pochodzenia łacińsko-polskiego i polsko-łacińskiego”. Członek komisji, Zbigniew Podbielkowski, był także autorem wielokrotnie wznawianego „Słownika roślin użytkowych”.
W 1995 wydano „Krytyczną listę roślin naczyniowych Polski” podając też szereg zasad jakimi kierowano się ustalając nazwy polskie taksonów, powtórzonych w wydaniu uzupełnionym i poprawionym z 2002 roku. Do zasad przyjętych dla zestawiania nazw polskich zaliczono:
- unikanie zmian w stosunku do przyjętego nazewnictwa z wyjątkiem sytuacji wynikających ze względów porządkowych (zmian w taksonomii roślin);
- preferowanie nazw popularnych współcześnie zamiast nazw dawno opublikowanych i nie będących w użyciu (np. kleome zamiast podanych w XIX wieku i później zapomnianych nazw „chełpa, pigułecznik”);
- dawne propozycje nazw wykorzystywane były w przypadku taksonów, dla których nie istnieją nazwy współczesne (np. zaproć);
- przy zmianie statusu taksonomicznego z gatunku na podgatunek, epitet podgatunkowy tworzony jest od nazwy gatunkowej (np. gorczycznik łękowaty po zaliczeniu w randze podgatunku do gatunku gorczycznik pospolity nazwany został gorczycznikiem pospolitym łękowatym);
- przy podziale rodzaju dotychczasową nazwę zachowują te gatunki, które w nim pozostają, podczas gdy wydzielone otrzymują nowe nazwy (np. rdest i wydzielone z niego rdestówka oraz rdestowiec);
- w przypadku zmiany nazwy naukowej rodzaju nie skutkującej podziałem taksonu – zachowywana jest nazwa rodzajowa bez zmian (np. rodzaj elisma dawniej noszący nazwę naukową Elisma, zmienioną na Luronium);
- w przypadku konieczności ustalenia nowych nazw polskich tworzono je w wyniku spolszczenia nazw naukowych (w przypadku jeśli są one nazwami własnymi) lub tłumaczenia, ewentualnie wymyślano je, jeśli powstałe nazwy były mylące, podobne do istniejących lub niezręczne;
- w przypadku występowania wielu nazw będących w użyciu preferowane były nazwy najczęściej używane, spełniające ww. zasady ogólne.

W 2008 roku opublikowany został „Słownik roślin zielnych” zestawiający polskie i naukowe nazwy rodzajów i gatunków dziko rosnących w Polsce (z kilkoma wyjątkami powtarzając w tym zakresie nazwy podane w „Krytycznej liście...” z 2002), gatunki zielne uprawiane w gruncie oraz jako tarasowe i balkonowe. Podane w nim po raz pierwszy polskie nazwy rodzajowe powstały w wyniku spolszczenia nazw naukowych (np. elytrygia dla rodzaju Elytrygia, sparaksys dla Sparaxis). Nazwy gatunkowe utworzono w wyniku tłumaczenia naukowych nazw gatunkowych.
Opublikowane słowniki nazw zwyczajowych roślin z ostatnich lat, bazując na zestawieniach wydanych w 1995 i 2002 roku, w dużym stopniu nie uwzględniają zmian w klasyfikacji roślin, które nastąpiły w wyniku rewizji relacji filogenetycznych na podstawie informacji zapisanych w DNA, istotnych zwłaszcza w ostatnich dwóch dekadach (podsumowywanych na wyższych szczeblach klasyfikacyjnych w kolejnych wersjach systemów APG (I z 1998, II z 2003, III z 2009 i IV z 2016).
W odniesieniu do nazw polskich mchów przez długi czas jedynym przekrojowym źródłem podającym i ustalającym nazwy zwyczajowe było dwutomowe wydawnictwo pt. „Mchy (Musci)” opracowane przez Bronisława Szafrana w 1957. Zaktualizowana, pełna lista występujących w Polsce mchów z aktualnym nazewnictwem zarówno naukowym, jak i zwyczajowym wydana została w 2003. Podobne zestawienie nazw dla wątrobowców i glewików ukazało się w 2006.
Przegląd obszernego piśmiennictwa dotyczącego nazewnictwa roślin w języku polskim z zakresu etnolingwistki, etnobotaniki, semantyki oraz prac historyczno-kulturowych na ten temat, a także publikacji o historii nazw i nazwach gwarowych roślin przedstawiła Jadwiga Waniakowa w 2012.